# Anna Maria Bisi
Anna Maria Bisi (1938-1990), conocida como A. M. Bisi, fue una arqueóloga y académica italiana, especializada en los fenicios y púnicos.

## Trayectoria
Recibió el apoyo de S. Moscati cuando se doctoró y después publicó Il grifone: dalle origini orientali al VI secolo a.C. en 1965 y dos años más tarde Le Stele puniche, de nuevo en Studi Semitici pero esta vez sobre arqueología púnica. Bisi fue nombrada profesora de Antigüedades Púnicas en la Universidad de Roma La Sapienza en 1969, y profesora de Arqueología del Antiguo Oriente Próximo en la Universidad de Urbino en 1971. Sus investigaciones se centraron en la artesanía y la iconografía, a través de las cuales estudió la difusión de la cultura fenicia y las relaciones culturales en todo el Mediterráneo.